# Dita Roque-Gourary
Dita Roque-Gourary (26 juillet 1915 à Saint-Pétersbourg– 2010 à Bruxelles) est une architecte ayant travaillé essentiellement à Bruxelles. Elle est particulièrement célèbre pour son activisme en faveur des droits des femmes architectes en Belgique et est la fondatrice de l'UfvAB (Union des Femmes Architectes de Belgique), la branche belge de l'UIFA .

## Biographie

### Enfance et adolescence
Judith Gourary naît dans une famille juive très pratiquante à Petrograd en 1915. En 1918, après la Révolution russe, sa famille quitte le pays pour aller à Naples, en Italie où elle ira à l'école. Elle passera ensuite un séjour en Autriche puis à Vienne de 1921 à 1938 pour la suite de sa scolarité. 

### Études d'architecture et seconde guerre mondiale
Dita Roque-Gourary entame des études d'ingénieure-architecte à Vienne en 1933, à la Technische Hochschule. Dans ce cadre elle suivra un stage à Bruxelles chez l'architecte Stanislas Jasiniski en 1937. En 1938, sur le point d'obtenir son diplôme en Autriche, elle se voit contrainte de quitter définitivement le pays à la suite de l'Anschluss et de décrets antisémites des autorités nationales-socialistes en place. Elle s'installe alors en Belgique et termine son cursus à Bruxelles, à l'ENSAAD La Cambre dans l'atelier de l'architecte moderniste Victor Bourgeois dont elle obtient un diplôme en 1940 avec la mention distinction.
Par la suite elle entame un cursus en urbanisme, toujours à La Cambre. Elle entreprend en parallèle un stage chez l'architecte Charles Van Nueten, enseignant à La Cambre auprès de qui Simone Guillissen-Hoa a également été formée. Ces deux projets ont, eux-aussi, dû être interrompu à cause de l'occupation nazie en Belgique. La situation l'oblige à se cacher pour éviter la déportation. Elle est alors aidée par Betsie Hollants (1905-1996) qui lui procure des papiers d'identité et la fait cacher dans un hôpital psychiatrique à Menin.

## Pratique de l'architecture
Après la Seconde Guerre mondiale, elle travaille de 1945 à 1948 avec Jean Nicolet-Darche, avec lequel elle conçoit de nombreuses résidences telles que la Résidence Mol (Saint-Gilles, Belgique, 1947), la Résidence Gaullet (Wasmuel, Belgique, 1949). 
Elle crée ensuite en 1949 son propre bureau d'architecture, spécialisé dans la rénovation des résidences des XIXe et XXe siècles - comme la résidence Van Den Hecke (Bruxelles, 1949) -, pendant la période de reconstruction d'après-guerre.  
Parmi ses nombreux autres projets, elle conçoit une habitation démontable à réaliser dans les Ardennes, un bungalow à Waterloo, une maison de campagne à Rhode-Saint-Genèse, ou encore l'aménagement du premier étage du "Coin de Paris" situé Boulevard Anspach à Bruxelles.
Elle est également à l'origine de nombreux aménagements d'intérieurs : appartements, maisons unifamiliales, magasins, boutiques, pavillons, etc. Une part importante de ses réalisations sont faites pour des clients israéliens à Bruxelles. Parmi eux des privés pour des logements ou des commerces et des commandes plus publiques comme l'aménagement de l'ambassade d'Israël à Uccle.

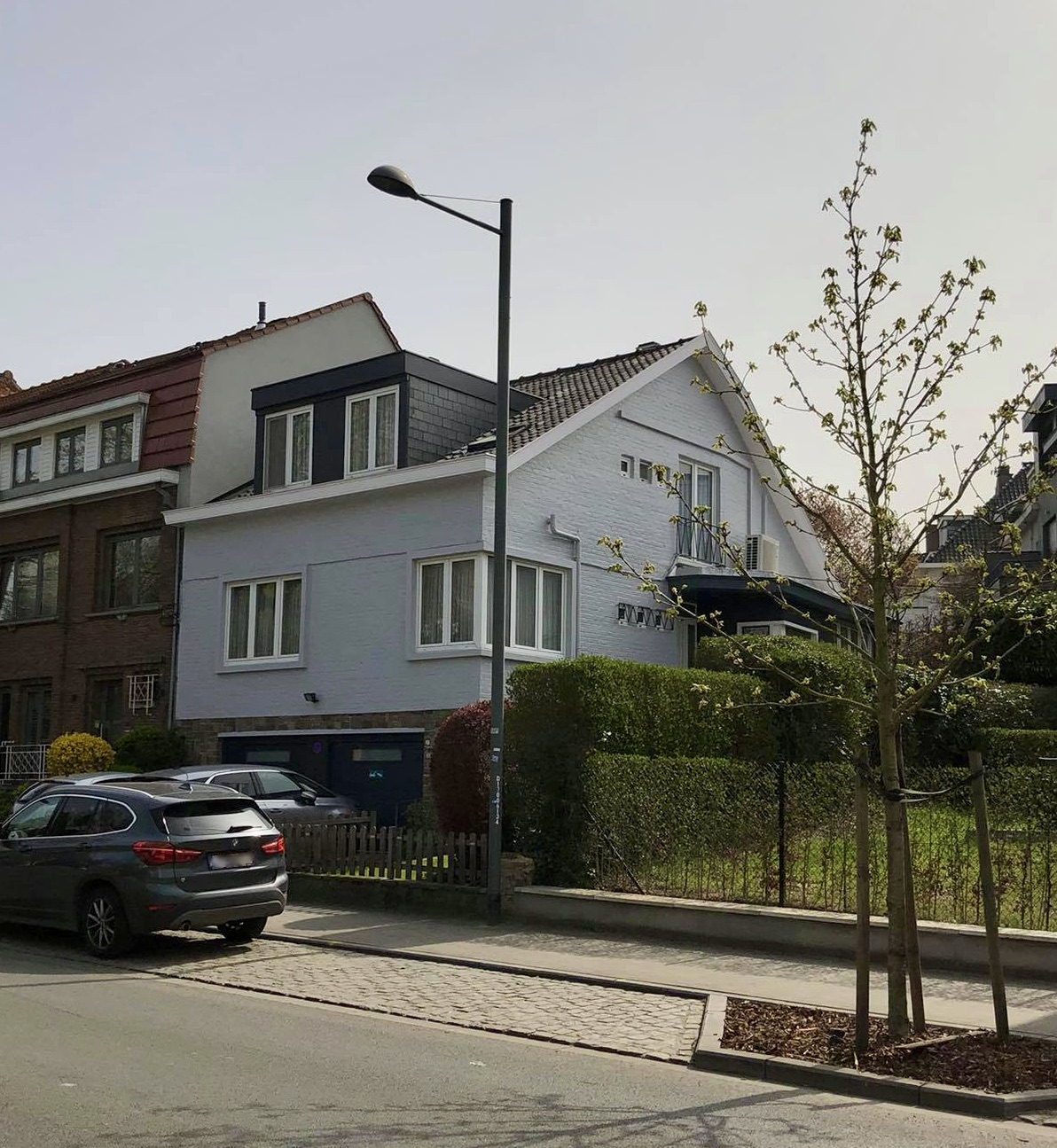
Villa 3 façades de l'avenue de Fré à Uccle

## Réalisations
Liste non-exhaustive de ses nombreuses réalisations sur presque 40 ans de pratique

### Association avec Jean Nicolet-Darche (1945-1949)
- 1949 : Projet d'un centre près de l'aéroport de Lod (Israël) - non réalisé

### Exercice en tant qu'architecte indépendante (1949-1985)
- Aménagement de nombreux appartements à Bruxelles
- Aménagement de nombreux magasins de modes à Bruxelles et Anvers
- 1949 : Stand de la mode d'Israël à la Foire Internationale de Bruxelles
- 1950 : Aménagement de l'agence Shoham (compagnie de navigation israélienne), 1000 Bruxelles
- 1951 : Transformation de la chancellerie de l'ambassade d'Israël à Uccle
- 1953 : Villa à Strombeek-Bever
- 1956 : Villa 3 façades à Uccle
- 1958 : Maison unifamiliale à Maffles
- 1962 : Immeuble familial à Auderghem

### À partir de 1962
À partir de 1962, Dita Roque-Gourary n'entreprend plus de constructions neuves mais s'attèle à de nombreuses rénovations et modernisations de maisons existantes, tout en continuant ses travaux d'aménagement intérieur.

## Engagement en faveur des femmes architectes

### Union des femmes architectes de Belgique
En 1978, elle fonde l'Union des femmes-architectes en Belgique, branche belge de l'UIFA, qu'elle préside jusqu'en 1983, et précise sa volonté d'émancipation des femmes : "Nous tenons à rompre avec une habitude centenaire, pour ne pas dire millénaire, n'accordant à la femme qu'un rôle de second plan, nous voulions prouver que nous étions des architectes à part entière, capables de réaliser seules ou avec nos confrères masculins, des œuvres valables. Nous étions aussi, ajoute-t-elle, excédées de recevoir, lors des manifestations officielles ou d'expositions professionnelles, des lettres adressées à Messieurs les architectes, même si le prénom de l'architecte en question était indiscutablement féminin".
Elle joue également un rôle actif au sein de l'Union internationale des femmes architectes (UIFA) où elle est une oratrice convaincante. Elle continue à soutenir le rôle des femmes dans l'architecture jusqu'à sa retraite, en 1984. Durant sa présidence, elle organise plusieurs expositions présentant des travaux de femmes architectes belges, notamment à l'international comme à Seattle ou Paris. Il reste quelques archives des expositions au centre culturel de Koekelberg (1981) et dans les locaux de la Société Générale de Banque à Charleroi (1982). On retrouve parmi les architectes exposées d'anciennes étudiantes de La Cambre comme Odette Filippone ou Wen Li Kao.
L'UfvAB a également représenté un certain réseau de connaissance pour les femmes architectes de l'époque, alors qu'elles ne représentaient que 5% de la profession en 1980. Parmi ses membres on retrouve : Suzanne Goes, Wen Li Kao, Simone Guillissen-Hoa ou Odette Filippone. Certaines d'entre elles ont également participé à des voyages organisés par l'Union une fois retraitées.

## Archives
Les archives de Dita Roque-Gourary se trouvent principalement en Belgique et aux États-Unis. Les premières ont été léguées par ses héritiers aux archives d'architecture de l'Université Libre de Bruxelles. Le fond est constitué principalement de calques de ses projets en Belgique, ainsi que de quelques photos d'évènements et de voyages liés à l'UvfAB. Les archives de l'organisation se trouvent également au même endroit. Les secondes se situent dans le centre IAWA (International Archive of Women in Architecture) de Virginia Tech, elles comportent des croquis, photos et calques des projets, ainsi que des éléments plus personnels comme des journaux intimes.